# Costumbres de Tortosa
Los Costums de Tortosa (Costumbres o Usos de Tortosa en castellano) fueron una compilación de derecho consuetudinario tortosino hecha en 1272 y promulgada en 1279, que se establecieron como Costumbre.

## Origen
El origen de los  Costums de Tortosa  es la carta de población otorgada por el conde Ramón Berenguer IV de Barcelona el 30 de noviembre de 1149, que establecía las bases de una nueva administración no feudal o menos feudal, que se repetiría en Lérida un año después. En esta carta aparece la primera referencia a  moras bonos te consuetudines , "Costums" que se encontraron con la oposición de la señoría bicéfala de los Moncada y de la Orden del Temple. Algunos de los "Costums" que se aplicarían eran escritos en esta misma carta, y serían ampliados y aclarados por sentencias y privilegios reales posteriormente. Aunque no se codificaron hasta el año 1272, fueron usados en la corte de Tortosa desde el mismo 1149. Sobre estos "Costums" hubo varias disputas, ya que uno de los puntos más importantes es la jurisdicción que la carta de población atribuye un tribunal pluripersonal y mixto de señores y ciudadanos: «corte y prohombres». Por lo tanto, el conflicto ocurría cuando los señores se sentían afectados por los "Costums". Los pleitos continuaron, y finalmente tuvo que arbitrar el obispo de Lérida, Ramón de Siscar, quien en 1241 promulgó la Sentencia de Flix (1242), que restringía la jurisdicción ciudadana y reservaba las cuestiones criminales graves a la señoría, y declaraba vigentes los Usatges de Barcelona y los "Costums" de la ciudad como supletorios. Esta situación duró hasta en 1272, cuando se acordó poner por escrito los "Costums" de Tortosa"" para que rigieran como derecho principal del gobierno de la ciudad y, en su defecto, los Usatges de Barcelona .
Como hemos visto, los  Costums de Tortosa  tienen una larga historia, que se inicia con la carta de población y va creciendo a partir de diferentes hechos: singulares 1181, privilegios de Alfonso II sobre la lezda; 1199, sentencia de Pedro el Católico sobre la jurisdicción; 1228, sentencia de Jaime I de Aragón, aclarando la de su padre; 1233, privilegios de Jaime I para la ayuda a la toma de Burriana; 1241, Sentencia de Flix; 1272, composición de Josa de cara a codificar un texto definitivo; 1275, carta de la paeria sobre inquisiciones y cuchillos disparos. Así se va creando el  Costumbre de Tortosa , un texto complejo utilizado por los ciudadanos hasta el código definitivo con la sentencia de 1277.

## El texto
Costums de Tortosa  nace de la recepción del derecho romano en la Corona de Aragón, utilizando el derecho Justiniano. Se trata del primer cuerpo jurídico escrito en catalán, base del  fueros de Valencia . Es el primer código donde aparecen escritos los  Costums de Mar  (1272), que se introducen en Valencia en 1283, de la que surge la primera redacción que conocemos del  Libro del Consulado de Mar  (1385).

### La edición
La compilación de los  Costums de Tortosa  fue editada en 1539 con el título de  Libro de las Costums generales escritas de la insigne ciudad de Tortosa , y fue reeditada en 1912 y en 1972.

### Contenido
Existen diferentes manuscritos incompletos: el manuscrito denominado A que contiene el texto de Pedro Tamarit (notario) y Pedro Gil (notario), anterior a la sentencia y que fue rechazada por la señoría en 1274; el manuscrito denominado B, con el texto adaptado a la sentencia de 1277, y no fueron promulgados hasta en 1279, previa mediación del obispo de Tortosa Arnau Desjardí y del arcediano de Lérida Ramon de Besalú, y de Domingo Teruel. Ambos manuscritos se pueden encontrar en el Archivo Histórico de Tortosa. El tercer manuscrito es el llamado C, ejemplar del Marqués de la Roca.
Derogado el derecho público por los Decretos de Nueva Planta, el derecho privado se ha mantenido hasta la compilación de 1960, que ha relegado  Costums de Tortosa . En Tortosa las Costums desde el siglo XIII establecen la legítima justiniana del tercio (si son cuatro o menos hijos) y de la mitad (si son cinco o más), y los tratadistas concuerdan en su vigor porque se ha observado y porque la Constitución de Cataluña no mira la utilidad pública sino la utilidad de los particulares o casas principales. Desde 1960 queda regulada por el artículo 129, que no hace mención de la legítima de  Costums de Tortosa .
El testamento sacramental se concreta a los vecinos de Barcelona desde la compilación de 1960, y los testigos jurados deben hacerlo a la Iglesia de San Justo y Pastor no después de seis meses de la muerte del testador. Se reduce al testamento oral hecho en peligro de muerte, en viaje fuera de Barcelona, y que el testador muera de resultas de dicho viaje. En Tortosa es más extenso: es válido en todo caso mientras no se revoque por otro, y el sacramento o juramento se hace ante el juez sin ninguna connotación religiosa.
Con respecto a las servidumbres, en Tortosa no se pueden establecer sino por contrato o por acto de última voluntad; por tanto, no se pueden adquirir por usucapión, y como consecuencia de este principio tampoco se pueden extinguir por prescripción.

## Alcance y rango
Los  Costums  regían en todo el territorio tortosino desde el Coll de Balaguer hasta Ulldecona, y de la roca Folletera (Benifallet) hasta San Lucas de Ulldecona (desde el 1274), y en Flix (desde del 1308). El orden de prelación de las fuentes del derecho fue establecido por la pragmática de 1380 promulgada por el rey en Pedro el Ceremonioso:
1. Costumbre
2. Constituciones de Cataluña
3. Derecho romano
4. Derecho canónico (derecho común)

## Vigencia
La normativa de derecho público fue abolida y derogada por Decretos de Nueva Planta. En el resto del orden se ha mantenido hasta la  Compilación del derecho civil especial de Cataluña  (1960) en virtud de la cual las fuentes legales tortosinas sólo tienen aplicación directa en la parte recogida por esta y según su redacción; para el resto de casos se aplica la Compilación, y supletoriamente el código civil español, y en último término y en defecto de éste, los  Costums de Tortosa  como simple costumbre del lugar.